# 427
Năm 427 là một năm trong lịch Julius.